# ISO 14000
La sigla ISO 14000 identifica una serie di norme tecniche relative alla gestione ambientale delle organizzazioni, stabilite dall'Organizzazione Internazionale di Standardizzazione (ISO).
Tra queste norme rientra anche la ISO 14001, che stabilisce i requisiti di un sistema di gestione ambientale. Tale norma è stata pubblicata dall'ISO per la prima volta nel 1996.

## Suddivisione delle norme
Oltre alla ISO 14001, la serie ISO 14000 include altre norme, bozze di norme (CD, dall'inglese Committee Draft) e rapporti tecnici (TR, dall'inglese Technical Report), divisi in diversi argomenti. In particolare, le norme, linee guida e documenti più importanti attualmente emessi da ISO per la serie ISO 14000 sono:
- ISO 1400x, riguardanti i sistemi di gestione ambientale
  - ISO 14001 Sistemi di Gestione Ambientale - Requisiti e guida per l'uso
  - ISO 14004 Sistemi di Gestione Ambientale - Linea guida generali per l'implementazione
  - ISO/CD 14005 Linee guida per l'implementazione graduale di un sistema di gestione ambientale, incluso l'uso della valutazione delle prestazioni ambientali
  - ISO 14006  Sistemi di gestione ambientale - Linee guida per l'integrazione dell'ecodesign
- ISO 1401x, riguardanti gli audit ambientali (compresa la norma ISO 19011 sugli audit dei sistemi di gestione in generale)
  - ISO 14015 Gestione ambientale - Valutazione ambientale di siti e organizzazioni (EASO)
  - ISO 19011 Linee guida per audit di sistemi di gestione[3]
- ISO 1402x, riguardanti le etichettature ambientali di prodotto
  - ISO 14020 Etichette e dichiarazioni ambientali - Principi generali
  - ISO 14021 Etichette e dichiarazioni ambientali - Asserzioni ambientali autodichiarate (etichettatura ambientale di Tipo II)
  - ISO 14024 Etichette e dichiarazioni ambientali - Etichettatura ambientale di Tipo I - Principi e procedure
  - ISO 14025 Etichette e dichiarazioni ambientali - Dichiarazioni ambientali di Tipo III - Principi e procedure
- ISO 1403x, riguardanti le prestazioni ambientali
  - ISO 14031 Gestione ambientale - Valutazione delle prestazioni ambientali - Linee guida
  - ISO/TR 14032 Gestione ambientale - Esempi di valutazione delle prestazioni ambientali (questa norma, emessa nel 1999, è stata ritirata, ma rimane unica nel suo genere)
- ISO 1404x, riguardanti la valutazione del ciclo di vita del prodotto
  - ISO 14040 Gestione ambientale - Valutazione del ciclo di vita - Principi e quadro di riferimento
  - ISO 14044 Gestione ambientale - Valutazione del ciclo di vita - Requisiti e linee guida
  - ISO 14045 Gestione ambientale - Valutazione dell'eco-efficienza di un sistema di prodotto - Principi, requisiti e linee guida
  - ISO 14046 Gestione ambientale - Impronta Idrica - Principi, requisiti e linee guida
  - ISO/TR 14047 Gestione ambientale - Valutazione dell'impatto del ciclo di vita - Esempi di applicazione della ISO 14042
  - ISO/TS 14048 Gestione ambientale - Valutazione del ciclo di vita - Formato dei documenti e dei dati
  - ISO/TR 14049 Gestione ambientale - Valutazione del ciclo di vita - Esempi di applicazione della ISO 14041 per l'obiettivo e scopo e l'inventario dei dati
- ISO 1405x, riguardanti i termini, definizioni e vocaboli relativi alla gestione ambientale
  - ISO 14050 Gestione ambientale - Vocabolario
- ISO 1406x, riguardanti diversi tipi di argomenti ambientali
  - ISO/TR 14061 Informazioni per assistere le organizzazioni forestali nell'uso di Gestione Ambientale norme di sistema ISO 14001 e ISO 14004
  - ISO/TR 14062 Gestione ambientale - Integrazione degli aspetti ambientali nella progettazione e nello sviluppo del prodotto
  - ISO 14063 Comunicazione ambientale - Linee guida ed esempi
  - ISO 14064-1 Gas ad effetto serra - Parte 1: Specifiche e guida, al livello dell'organizzazione, per la quantificazione e la rendicontazione delle emissioni di gas ad effetto serra e della loro rimozione
  - ISO 14064-2 Gas ad effetto serra - Parte 2: Specifiche e guida, al livello di progetto, per la quantificazione, il monitoraggio e la rendicontazione delle riduzioni delle emissioni di gas ad effetto serra o dell'aumento della loro rimozione
  - ISO 14064-3 Gas ad effetto serra - Parte 3: Specifiche e guida per la validazione e la verifica delle asserzioni relative ai gas ad effetto serra
  - ISO 14065 Gas ad effetto serra - Requisiti per gli organismi di validazione e verifica dei gas ad effetto serra per l'utilizzo nell'accreditamento o in altre forme di riconoscimento
  - ISO 14066 Gas ad effetto serra - Requisiti di competenza dei gruppi di validazione e verifica dei gas a effetto serra
  - ISO/TS 14067 Carbon footprint di prodotti - Requisiti e linee guida per la quantificazione e comunicazione

Un compendio delle attività ISO sulla serie ISO 14000 si può trovare sul sito del comitato tecnico ISO.